# Oratorio del Preziosissimo Sangue
Oratorio del Preziosissimo Sangue, conhecido também como Preziosissimo Sangue di Nostro Signore Gesù Cristo al Laterano, é um oratório de Roma, Itália, localizado no rione Monti, na via di San Giovanni in Laterano. É dedicado ao Preciosíssimo Sangue.

## História
A igreja foi construída no século XIX como um oratório para moças pobres que, depois de 1860, transformou-se numa casa de repouso e hospital para as irmãs mais velhas: na ocasião, o oratório foi adaptado para cumprir suas novas funções. Na fachada, foi inscrito no tímpano a frase "Redemisti nos Domine in sanguine tuo" ("Redima-nos, Senhor, em teu sangue"). O interior é bastante simples, com destaque para o teto em caixotões e para os vitrais que iluminam o interior.
Na casa das Irmãs Adoradoras do Sangue de Cristo, vizinha da igreja, ficaram escondidos parte dos 136 judeus salvos pela congregação durante a Segunda Guerra Mundial. Hoje, o oratório é um templo subsidiário da paróquia de Santi Marcellino e Pietro al Laterano. 

## Galeria

Imagens da igreja
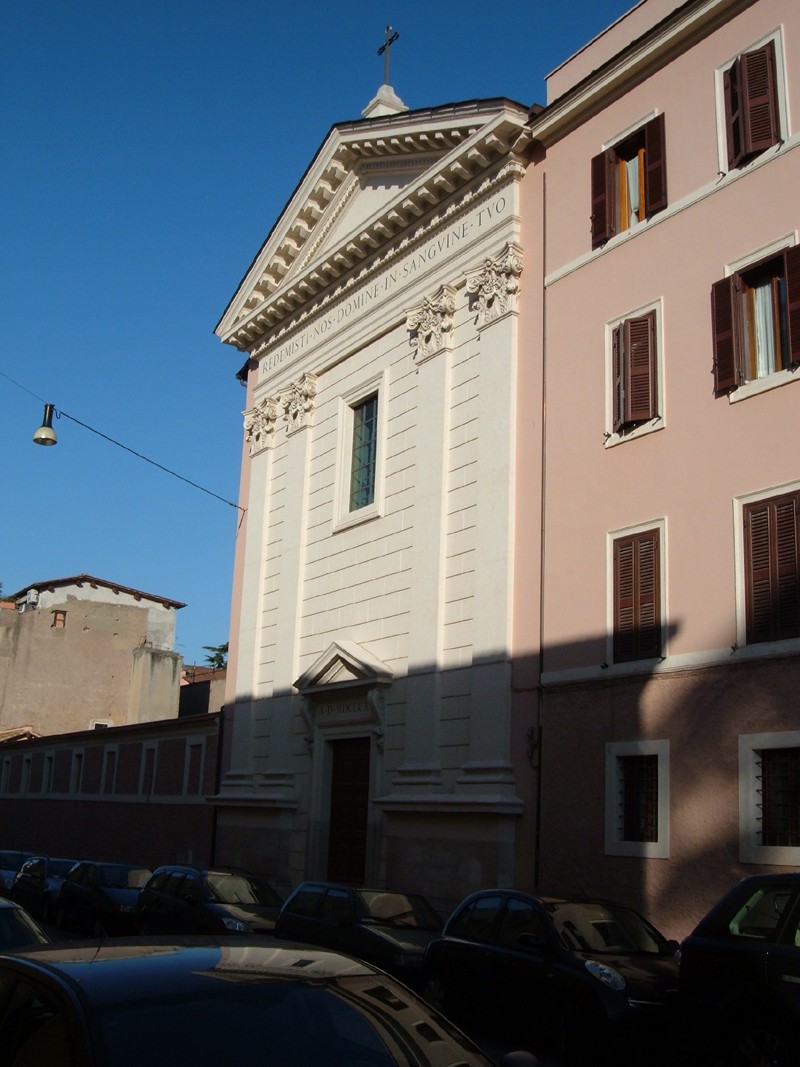
Vista da igreja.
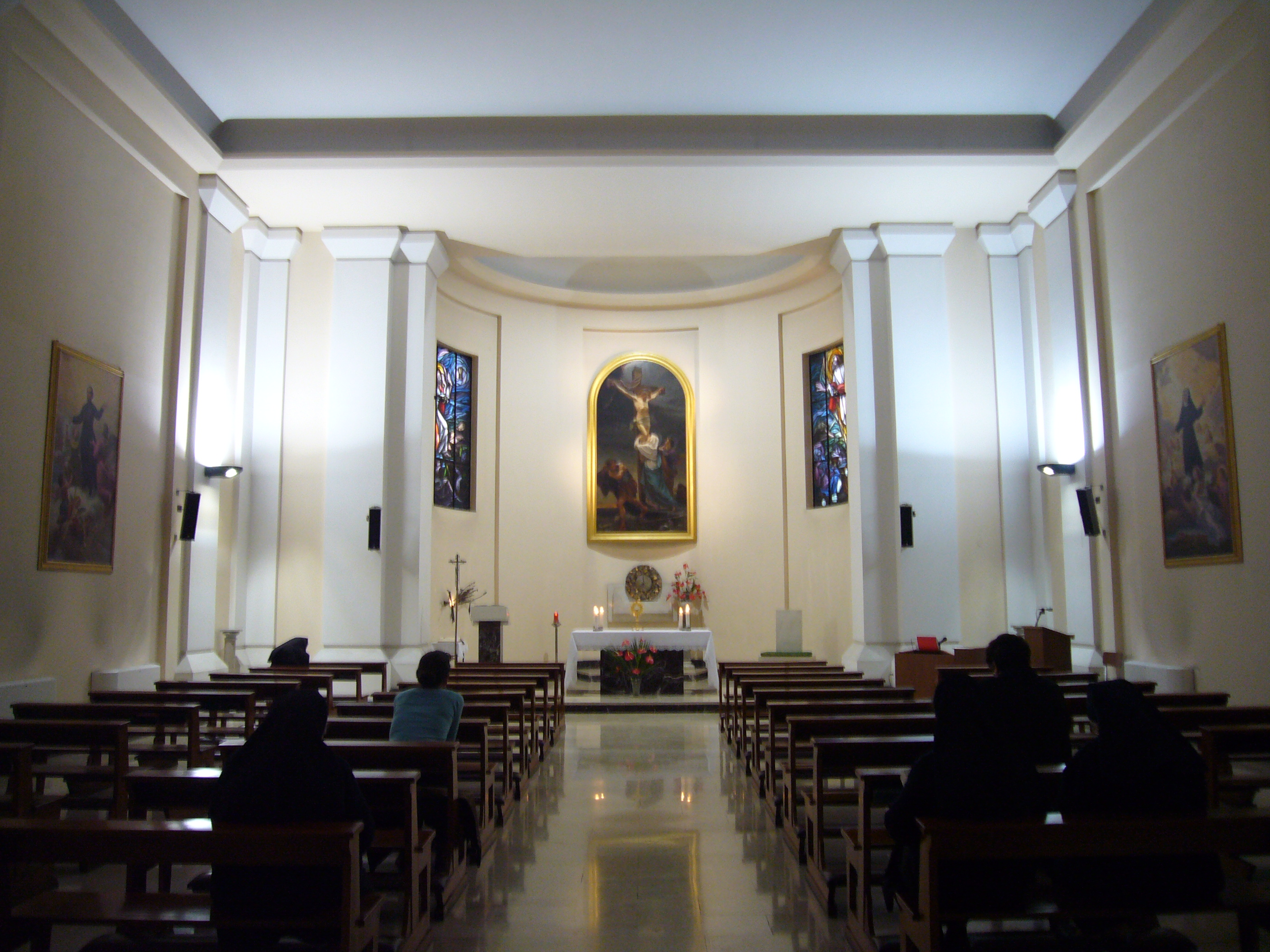
Interior.
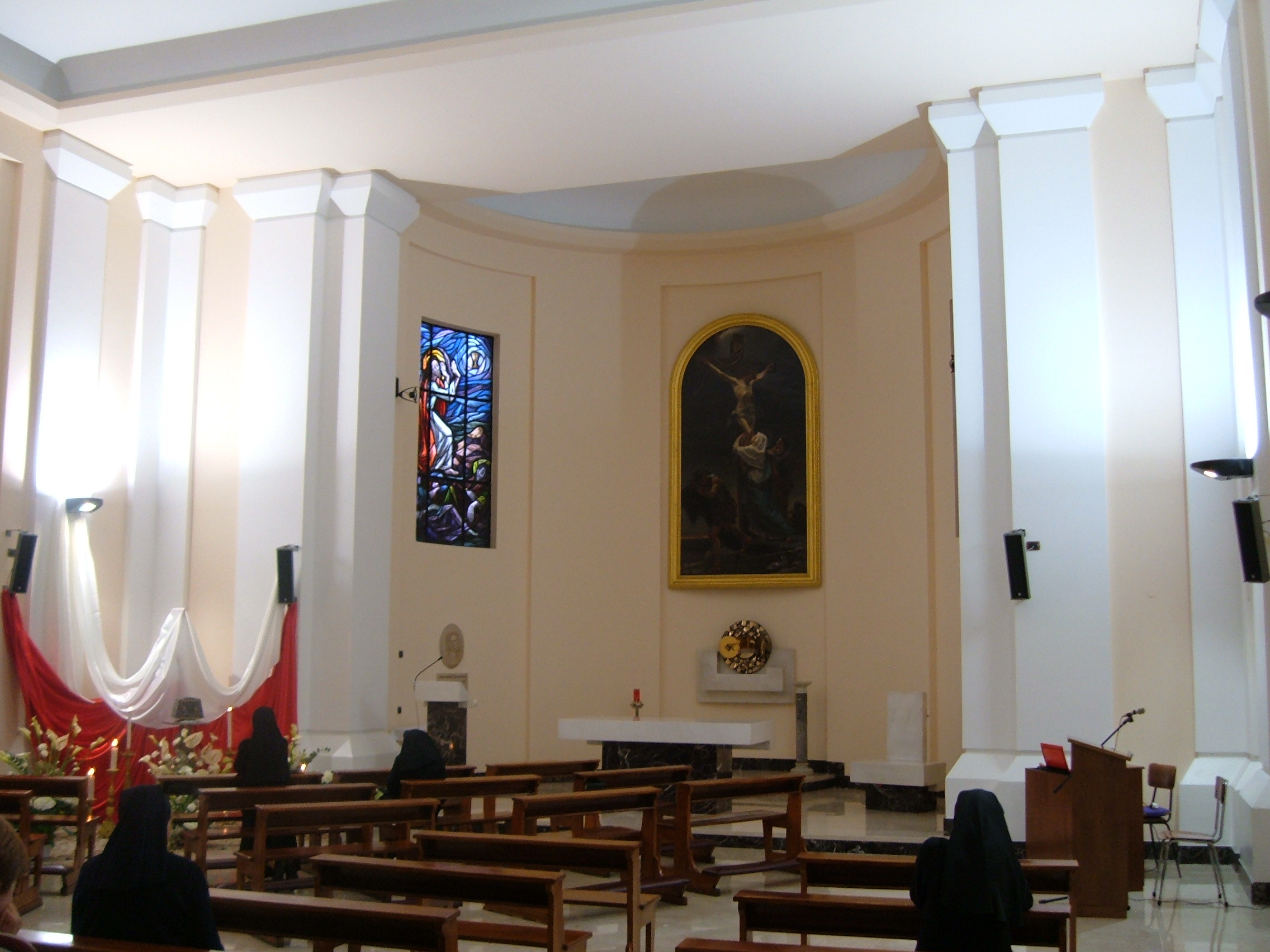
Altar-mor.